# Diário de Coimbra
O grupo Diário de Coimbra, que inclui também o Diário de Aveiro, o Diário de Leiria e o Diário de Viseu, é o principal grupo português de imprensa diária regional e lidera os índices de leitura da imprensa escrita no espaço geográfico que serve prioritariamente - a Região Centro de Portugal (Beiras).
Fundado em 24 de maio de 1930, por Adriano Lucas (1883 - 17 de dezembro de 1950), o Diário de Coimbra é o mais antigo diário em Portugal que se mantém na propriedade da família do seu fundador e um dos mais antigos da Europa, onde muitos jornais fecharam, ou mudaram de mãos, com a devastação da II Guerra Mundial.
O filho do fundador, também chamado Adriano Lucas (14 de dezembro de 1925, Coimbra - 21 de março de 2011, Lisboa), assumiu a liderança do grupo em 1950. O período mais complicado na história do grupo ficou marcado com a resistência à censura imposta durante a ditadura em Portugal. A sua publicação chegou a ser suspensa pelo período de um ano.
Hoje o grupo Diário de Coimbra é um grupo de referência na imprensa regional portuguesa.